# Intro (musik)
Inom musikteorin är intro, introduktion eller förspel en inledande del av ett musikstycke – exempelvis en poplåt; det är då motsatsen till outro. Introt etablerar melodisk, harmonisk, och/eller rytmiska material med anknytning till huvuddelen av ett stycke.